# Imperiul Sovietic

Hartă a statelor cu guverne comuniste (cu roșu închis) în timpul Războiului Rece. Alte state despre care URSS credea că "se îndreaptă către socialism" sunt colorate cu portocaliu.

Imperiul sovietic este un termen politic controversat, considerat uneori ca peiorativ, folosit pentru a descrie în mod critic acțiunile și natura Uniunii Sovietice. A devenit popular după ce președintele american Ronald Reagan a denunțat Uniunea Sovietică ca pe un "Imperiu Malefic" în 1982, în timpul unui discurs din Camera Comunelor a Regatului Unit.

## Motivația pentru folosirea termenului
Deși nu era condusă de un împărat și se autoproclama o țară antiimperialistă, URSS a demonstrat anumite tendințe comune cu imperiile istorice:
- expansiune teritorială, prin invazii sau subversiune politică, de exemplu în Polonia, Finlanda sau Afganistan.
- guvern central puternic care controla guvernele statelor satelit.
- amestecul în afacerile interne ale aliaților, inclusiv prin folosirea forței militare, de exemplu în Cehoslovacia, Ungaria sau Polonia.

Pentru astfel de motive, Uniunea Sovietică este uneori considerată de anumiți istorici ca fiind unul dintre cele mai importante imperii ale istoriei, (tot atât de important ca Imperiul britanic sau Imperiul roman), moștenitoare a tradițiilor Imperiului țarist, pe care l-a înlocuit. Sprijinitorii URSS-ului, în mod special intelectuali de stânga sau comuniști, respingeau asemenea alegații și afirmau că relațiile dintre Uniunea Sovietică și țările din "imperiul" său erau, de fapt, relații de cooperare voluntară.

## Sfera sovietică de influență
Deși nu a existat niciodată din punct de vedere oficial un "Imperiu sovietic", Uniunea Sovietică a exercitat o influență puternică asupra unui mare număr de națiuni. De aceea, Imperiul sovietic ar fi fost constituit din următorele entități:

### Statele membre ale Uniunii Sovietice
- RSFS Rusă, formată la rândul ei din mai multe republici autonome.
- RSS Ucraineană
- RSS Bielorusă
- RSS Uzbekă
- RSS Kazahă
- RSS Georgiană
- RSS Azerbaidjană
- RSS Lituaniană
- RSS Moldovenească
- RSS Letonă
- RSS Kirghiză
- RSS Tadjikă
- RSS Armenească
- RSS Turkmenă
- RSS Estonă

### Membri ai CAER
Țăriile memre ale CAER-ului erau cei mai apropiați aliați ai Uniunii Sovietice. CAER era o comunitate economică inițiată în 1949 și condusă de sovietici. În plus, tările membre ale CAER-ului care erau și țări europene erau de asemenea membre ale Pactului de la Varșovia. Aceste țări erau numite uneori și blocul răsăritean și erau considerate state satelit ale URSS.
- Bulgaria
- Cuba
- Cehoslovacia
- Germania de Est
- Ungaria
- Mongolia
- Polonia
- România
- Vietnamul de Nord/Vietnam (după reunificarea țării din 1975)
- Albania

Coreea de Nord a fost un stat aliat cu Uniunea Sovietică, dar a urmat o politică puternic izolaționistă și de aceea nu a fost membră a CAER sau a unei alte organizații internaționale a statelor comuniste.

## Implicarea sovietică în alte țări
În terminologia politică sovietică, existau "țări care avansa pe drumul socialist de dezvoltare", spre deosebire de țările de mai sus care erau "ale socialismului dezvoltat". Cele mai multe primeau ajutor militar sau economic din partea Uniunii Sovietice și erau inflențată de aceasta din urmă în diferite proporții. În unele cazuri, sprijinul pentru sovietici a fost de scută durată, fie pentru că guvernele prosovietice au pierdut puterea, fie că guvernele respective au schimbat dintr-un motiv oarecare orientarea politică a țării.
Unele dintre aceste state nu au fost niciodată state comuniste în adevăratul înțeles al cuvântului (sunt evidențiate prin scriere cu litere îngroșate):
- Republica Sovietică a Naissaar-ului (din Estonia) [1917-1918]
- Republica Socialistă a Muncitorilor din Finlanda (1918)
- Comitetele Muncitorilor și ale Soldaților Germani (1918 )
- Republica Sovietică Alsaciană (1918)
- Republica Sovietică Slovacă (1918-1919)
- Republica Sovietică Ungară (1919)
- Sovietul din Limerick (din Irlanda) [1919]
- Republica Sovietică de la München (1919)
- Republica Sovietică Socialistă Galițiană (1920)
- Republica Sovietică Socialistă Persană (1920 -1921)
- Sovietul din Hunan (din China) [1927]
- Republica Sovietică Chineză (1931-1934)
- Egipt (1954-1973)
- Siria (1955-1991)
- Irak (1958-1963, 1972-1991)
- Somalia (1961-1976)
- Ghana (1964-1966)
- Peru (1968-1975)
- Sudan (1968-1972)
- Libia (1969-1991)
- Republica Populară Congo (1969-1991)
- Chile (1970-1973)
- Republica Populară Democrată Yemen (1970-1990)
- Uganda (1971-1979)
- India (1971-1991)
- Madagascar (1972 - ?)
- Republica Populară Democrată Etiopia (1974-1991)
- Republica Populară Democrată Laoțiană (1975-1991)
- Benin (1975-1979)
- Mozambic (1975-1990)
- Angola (1976-1991)
- Republica Democrată Afganistan (1978-1991)
- Grenada (1979-1983)
- Nicaragua (1979-1990)
- Republica Populară Kampucia (1979-1989)

## State comuniste care s-au opus Uniunii Sovietice
Unele state comuniste s-au opus Uniunii Sovietice sau unora dintre inițiativele sale politice. Chiar dacă formele lor de guvernământ pot fi similare, ele erau complet suverane față de URSS și mențineau cu aceasta numai anumite legături formale. Relațiile bilaterale erau uneori foarte tensionate, până la punctul de a declanșa conflicte armate.
- Republica Socialistă Federală Iugoslavia (Informbiro, 1948)
- Albania (după ruptura sino-sovietică)
- Republica Populară Chineză (după ruptura sino-sovietică)
- Kampucia Democrată (1975-1979, în timpul regimului lui Pol Pot și al kmerilor roșii)

### Ruptura sino-sovietică

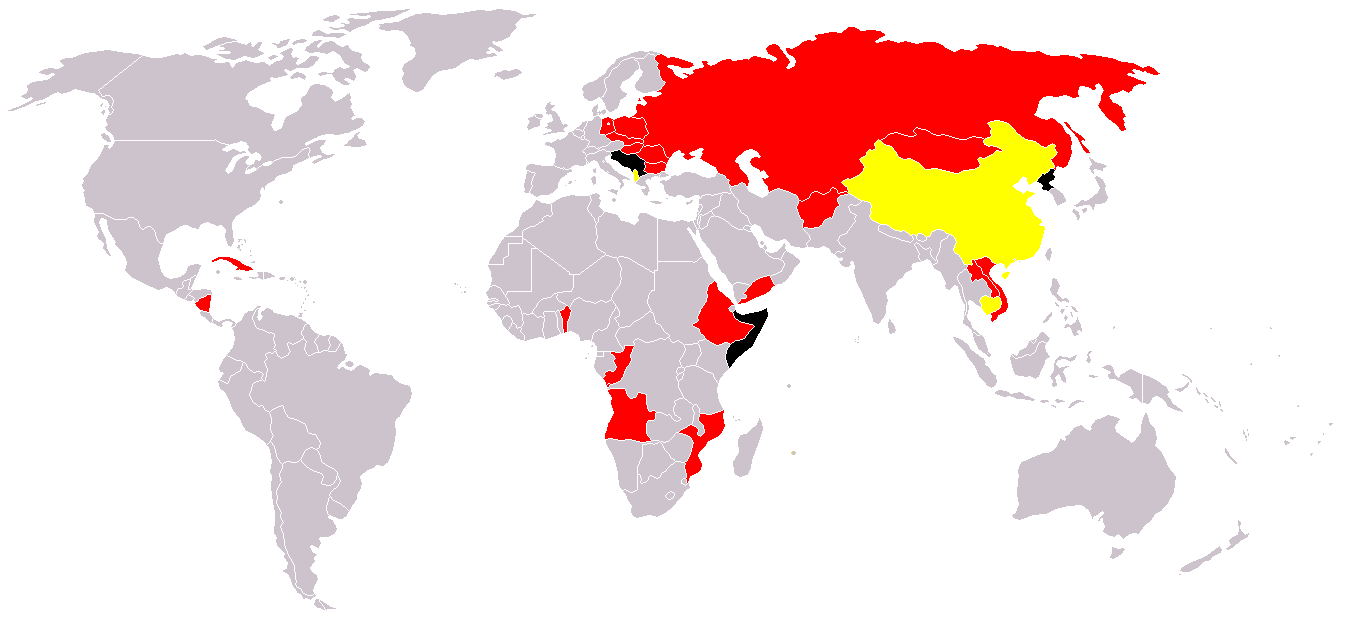
Ruptura sino-sovietică – cu roșu sunt reprezentate statele aliate cu Uniunea Sovietică, iar cu galben statele/partidele aliate cu Republica Populară Chineză. Trei state comuniste – Coreea de Nord, Somalia și Iugoslavia – nu sunt aliate cu nici una din cele două puteri, iar pe hartă sunt înnegrite.

Ruptura sino-sovietică a dus la o fractură importantă în așa numita mișcare internațională comunistă, atunci când Republica Populară Chineză s-a îndepărtat de linia politică a așa-zisului Imperiu sovietic. Înainte de ruptura de la sfârșitul deceniului al șaselea, Republica Populară Chineză era unul dintre cei mai apropiați aliați ai Uniunii Sovietice, în ciuda statutului de țară în curs de dezvoltare al Chinei. Ruptura sino-sovietică a complicat Războiul Rece prin deschiderea unui nou front posibil pentru URSS și prin crearea unui triunghi al puterii SUA – URSS – China. Marile puteri comuniste nu mai erau unite împotriva iamicilor lor capitaliști. Deși Albania și regimul lui Pol Pot din Cambodgia au hotărât să treacă de partea Chinei, cele mai multe națiuni comuniste au rămas aliatele Uniunii Sovietice. Ruptura în lumea comunistă a dus la conflictul armat dintre China și Vietnamul sprijinit de Uniunea Sovietică. În lumea comunistă, facțiunea maiostă nu a fost niciodată la fel de puternică ca cea sovietică, dar a reprezentat o amenințare suficient de puternică pentru ca URSS-ul să fie foarte preocupat de consecințele rupturii sino-sovietice.

## Urmăriți și articolele
- Imperiul american
- Cominform
- Comunism
- Stat comunist
- Blocul răsăritean
- Imperiul răului
- Pactul de la Varșovia